# Moefti

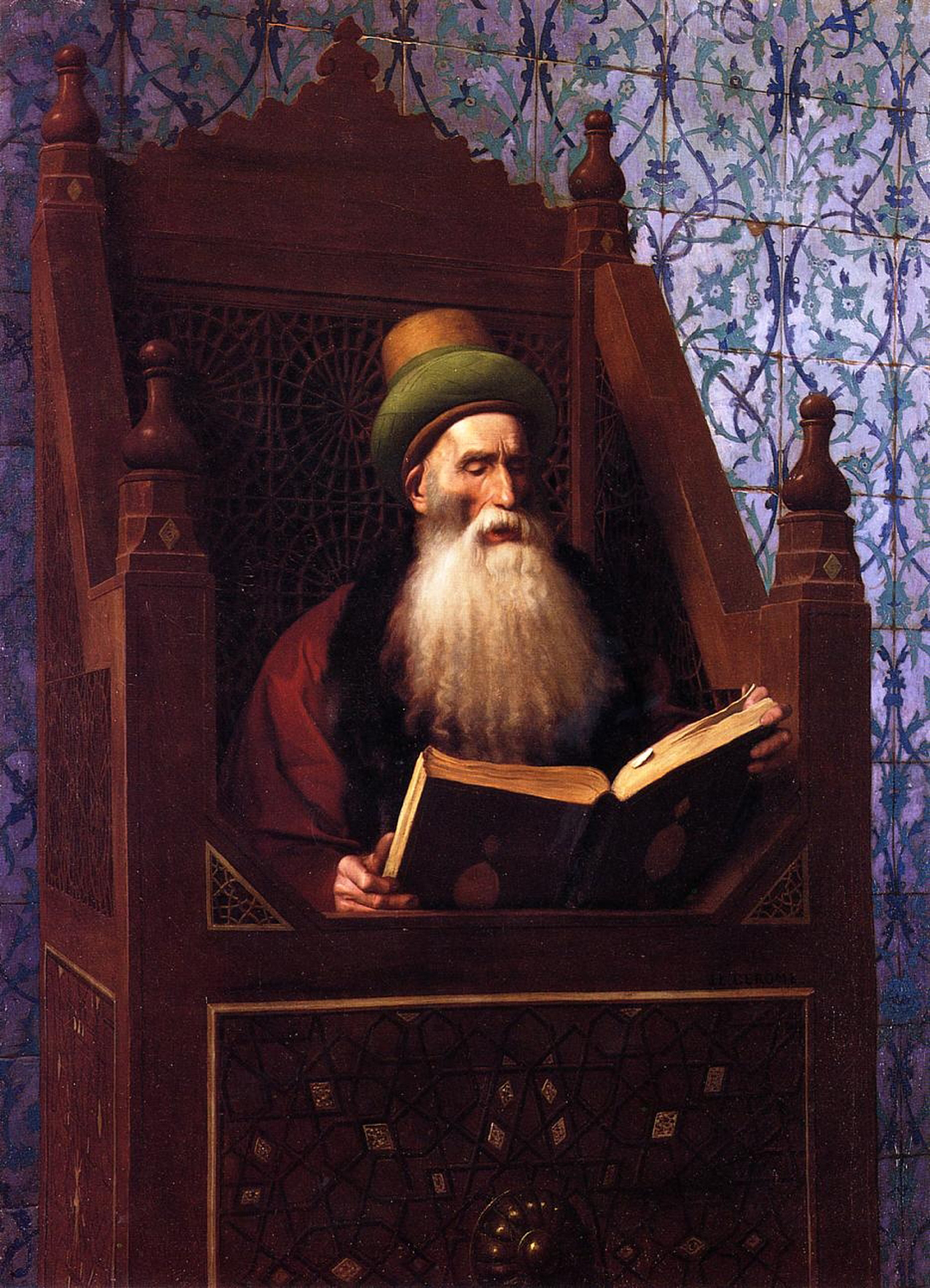
Lezende moefti, Jean-Léon Gérôme, ca. 1900

Een moefti is een hoge wetsgeleerde in de islamitische wetgeving. Hij heeft het door sommigen als bindend ervaren gezag om juridische uitspraken te doen in de vorm van fatwa's. Moefti's vormen een belangrijke link tussen de theorie en de praktijk van de wetgeving. Een moefti is geen rechter, omdat zijn fatwa's in principe niet bindend zijn. Ze kunnen echter wel een rol spelen in de rechtspraak. 
Boven de moefti's staat alleen een grootmoefti.
Verschillende landen met islamistische wetgeving, zoals Egypte, Tunesië of Saoedi-Arabië, hebben islamitische geleerden aangesteld als landelijke moefti's. Deze geleerden hebben een door de staat erkende officiële positie en werken vaak als adviseur van de regering.
In het Ottomaanse Rijk waren in alle provincies moefti's aangesteld, waaronder die van   Jeruzalem. In 1921 werd in Palestina de grootmoefti van Jeruzalem benoemd door het Britse bestuur; in 1948 door koning Abdoellah I van Jordanië. In 1993 gebeurde de benoeming door PLO-leider Arafat. Vanaf de oprichting van de Palestijnse Autoriteit in 1994 worden de grootmoefti's van Jeruzalem benoemd door de Palestijnse president.

## Moefti's en grootmoefti's

### Jeruzalem
- Mohammed Tahir al-Hoesseini, moefti van Jeruzalem, 1860-1908
- Kamil al-Hoesseini, moefti van Jeruzalem van 1908-1918, grootmoefti van 1918-1921
- Mohammad Amin al-Hoesseini, grootmoefti van Jeruzalem, 1921-1948
- Hussam Al-din Jarallah, grootmoefti van Jeruzalem, 1948-1954
- Sulaiman Ja'abari, moefti in Jordanië van 1948-1993, grootmoefti van Jeruzalem, 1993-1994
- Ekrima Sa'id Sabri, grootmoefti van Jeruzalem, 1994-2006
- Mohammed Ahmad Hussein, grootmoefti van Jeruzalem, 2006

### Saoedi-Arabië
- Abdul Aziz bin Baaz, grootmoefti van Saoedi-Arabië van 1992-1999
- Abdul Aziz Aal ash-Shaikh, grootmoefti van Saoedi-Arabië vanaf 1999

### Egypte
- Mohammed Sayyed Tantawi, moefti van Egypte van 1986-1996
- Sjeik Shawki Ibrahim Abdel-Karim Allam, grootmoefti in Egypte, 2013.

### Rusland
- Talgat Tadzjoeddin, moefti van Rusland, 1992-2015
- Ravil Gajnoetdinov, grootmoefti van Rusland, 1996-heden

### Overige landen
- Sjeik Nazim al-Qubrusi, Turkse Republiek Noord-Cyprus, lid van de Naqshbandi soefi-orde, 1974-2014.
- Mustafa Cerić, grootmoefti van Bosnië en Herzegovina
- Soheib Bencheikh, grootmoefti van de moskee van Marseille
- Tomasz Miśkiewicz, moefti in Polen, 2004
- Murat Iusuf, moefti van Roemenië, 2005
- Said Ismagilov, moefti van Oekraïne, 2009